# Adrien Pasquier
Pour les articles homonymes, voir Pasquier.
Adrien Pasquier, né le 17 juillet 1744 à Rouen et mort le 19 novembre 1819 dans cette même ville, est un érudit autodidacte français.

## Biographie
Né dans une famille de parents pauvres et chargés d’enfants, Adrien Pasquier a été élevé à l’Hospice-Général de Rouen où il apprend le métier de cordonnier. Devenu ouvrier, il occupe tout son temps libre à la lecture et à la copie d’ouvrages traitant de matières dont il devait s’occuper plus tard.

Dès 1775, cet autodidacte préconise des réformes sociales visant à prévenir une Révolution dont il pressent déjà l’avènement, rédigeant et envoyant trois mémoires manuscrits, l’un à Turgot et deux à Maurepas, intitulés Plan pour la réformation des mœurs, la suppression des impôts et le paiement des dettes de l’État, Plan pour l’augmentation des revenus de l’État, en procurant le bien des sujets et Plan ecclésiastique pour rétablir l’ordre hiérarchique dans son état primitif où il les adjure en ces termes : 

« Hâtez-vous, il faut tout réformer, le temps presse ; je suis placé au centre du malaise ; je le vois mieux que vous : de grâce ! écoutez-moi ; commencez par rendre le peuple heureux ; car, lorsque les classes inférieures sont heureuses, leur bonheur remonte infailliblement d’échelon en échelon, passe par toute la société et arrive profond et durable jusqu’au souverain. »

 Les ministres concernés n’accusèrent jamais réception à Pasquier de ses plans de réforme et la Révolution qu’il avait conjecturée étant survenue, il fut nommé électeur pour la formation de la Convention nationale, membre de la nouvelle fédération, commissaire au pain et membre de la municipalité de Rouen en 1794. Les intrigues et turpitudes dont il fut témoin l’incitèrent à n’accepter que la première.
Revenu à ses travaux de compilation qui l’ont fait surnommer « le cordonnier biographe », Pasquier reprend et achève le plus important de ses ouvrages, le Dictionnaire historique et critique des Hommes illustres de la province de Normandie, précédé de l’histoire chronologique de ses Ducs et des Comtes et Ducs d’Alençon, et suivi d’un catalogue des malheureuses victimes de cette province, pour cause de la Révolution, 9 vol. in-4° manuscrits de 1 100 pages chaque.
Ayant cédé le débit de tabac qui lui assurait de maigres revenus, l’âge et les infirmités ne lui permettant plus d’exercer sa profession de cordonnier, il est obligé de vendre jusqu’à ses livres avant de tomber dans le plus profond dénuement. Ayant été recueilli par un ouvrier du nom de Véron, il est contraint, la misère ayant également touché ce dernier, d’aller demander l’asile à l’Hospice-Général où il avait été élevé et où il mourut aveugle et paralysé. La Bibliothèque de Rouen acheta toutes ses œuvres manuscrites, y compris le dictionnaire, au prix total de 400 francs.
La ville de Rouen lui a consacré une rue en 1882.